# Сказка (пещера)
Сказка — карстовая пещера в Бурзянском районе Республики Башкортостан, Россия. Расположена в долине реки Белая, в окрестностях деревни Акбулатово. Ходы пещеры простираются в северо-западном и северо-восточном направлении.

## Описание
Пол подземной полости сверху покрыт глиной. В некоторых гротах имеются озёра. В некоторых помещениях можно встретить драпировки, каскады, кальцитовые образования, сталактиты и сталагмиты, стены покрыты натёками. Сухая часть пещеры — у входа. Стены пещеры сложены из известняковых пород девонского периода.
Вход в пещеру имеет форму арки, размерами 1,2 × 0,8 м, соединяется с лазом, простирающимся в северном направлении, который образует Гостинный грот и потом переходит в Передний грот, который, в свою очередь, соединяется с восемью ходами. Небольшое отверстие в потолке лаза соединяет тоннель со Столовым гротом. Другие лазы ответвления ведут в Капельный грот, расположенный недалеко от грота Купол, откуда ведёт небольшой лаз, прерывающийся завалом. Капельный грот разветвляется на несколько лазов, ведущих в юго-восточном направлении.
Пещеры с таким же названием есть в Приморском крае и в Крыму.